# Branchiomma lucullanum
Branchiomma lucullanum är en ringmaskart som först beskrevs av Delle Chiaje in Quatrefages 1866. Enligt Catalogue of Life ingår Branchiomma lucullanum i släktet Branchiomma och familjen Sabellidae, men enligt Dyntaxa är tillhörigheten istället släktet Branchiomma och familjen Sabellariidae. Arten har ej påträffats i Sverige. Inga underarter finns listade i Catalogue of Life.